# Marcy McGuire
Marilyn „Marcy“ Jeanne McGuire (* 22. Februar 1926 in Kansas City, Kansas; † 7. August 2021 in Palm Desert, Kalifornien) war eine US-amerikanische Schauspielerin und Sängerin, die vor allem durch ihre Rollen in Musikfilmen und Komödien bekannt wurde.

## Leben
Marcy McGuire wurde 1926 in Kansas City geboren. Ihr Vater war als Filmvorführer tätig, ihre Eltern trennten sich in den 1930er-Jahren. McGuire wurde 1942 im Alter von sechzehn Jahren entdeckt und bei RKO Pictures unter Vertrag genommen. Ihre erste Rolle erhielt sie im selben Jahr in der Musikkomödie Seven Days’ Leave an der Seite von Lucille Ball.
In den folgenden Jahren war McGuire in insgesamt zehn weiteren Filmen zu sehen, die meisten davon Komödien und Musikfilme. Zu ihren bekanntesten Filmauftritten gehört die Rolle der Mickey in dem 1944 erschienenen Musikfilm Higher and Higher an der Seite von Frank Sinatra und Michèle Morgan. Im selben Jahr spielte sie neben Virginia Mayo die weibliche Hauptrolle in der Komödie Seven Days Ashore. 1945 folgte die weibliche Hauptrolle in dem Musikfilm Sing Your Way Home, der 1946 in der Kategorie „Bester Song“ eine Oscarnominierung erhielt. McGuire war zudem als Sängerin tätig (Stimmlage Kontra-Alt) und übernahm mehrere Gesangsparts in ihren Filmen, darunter auch 1945 das oscarnominierte Lied I’ll Buy That Dream. Zudem betätigte sie sich noch bis ins hohe Alter als Songschreiberin.
1952 beendete McGuire mit einer Rolle in der Filmkomödie Schrecken der Division an der Seite von Dean Martin und Jerry Lewis ihre Schauspielkarriere offiziell, war jedoch 1963 noch einmal in einer kleinen Rolle als Ellen in dem Musikfilm Summer Magic zu sehen. Archivaufnahmen mit McGuire aus diesem Film wurden 1965 für zwei Episoden der von Walt Disney anmoderierten Fernsehserie Disney-Land verwendet.
Marcy McGuire war von 1947 bis zu dessen Tod im Jahr 2015 mit dem Schauspieler Wally Cassell verheiratet.

## Filmografie
- 1942: Seven Days’ Leave
- 1943: Around the World
- 1943: Higher and Higher
- 1944: Career Girl
- 1944: Seven Days Ashore
- 1945: Sing Your Way Home
- 1946: Ding Dong Williams
- 1947: Ihre beiden Verehrer (It Happened in Brooklyn)
- 1948: Startbahn ins Glück (You Gotta Stay Happy)
- 1952: Schrecken der Division (Jumping Jacks)
- 1963: Summer Magic
- 1965: Disney-Land (Fernsehserie, zwei Folgen; Archivaufnahmen aus Summer Magic)